# Eomastix incerta
Eomastix incerta är en tvåvingeart som först beskrevs av Jaschhof 2002.  Eomastix incerta ingår i släktet Eomastix, och familjen gallmyggor. Arten är reproducerande i Sverige.